# クラウディオ・パフンディ
クラウディオ・パフンディ（Claudio Pafundi、1962年1月31日 - ）は、アルゼンチンの男子アーチェリー選手。
1988年のソウルオリンピックに出場し、男子個人で75位の予選落ちとなった。アルゼンチンはこのとき彼を含む2人の選手が出場したが、以来この競技への出場はない。